# Бобровська Цецилія Самійлівна
Цеци́лія Самі́йлівна Бобро́вська (3еліксо́н; *19 жовтня 1876 — †6 липня 1960, Москва) — одна з найстаріших діячів Комуністичної партії Росії.
Революційну діяльність почала у Варшаві 1894. Пізніше вела партійно-пропагандистську роботу в Харкові, притягалася до суду в справі Харківського комітету РСДРП.
Перебуваючи за кордоном (у Цюриху), встановила тісні зв'язки з групою «Визволення праці», а згодом з «Искрою». Після II з'їзду РСДРП (1903) приєдналась до більшовиків. 1904—14 вела активну партійну роботу на Кавказі, в Москві, Костромі, Іваново-Вознесенську, Вологді.
Після Жовтневого перевороту Бобровська виконувала партійну та державну роботу, працювала в Комінтерні, а пізніше була науковим співробітником Інституту Леніна при ЦК партії. Бобровська — автор книг: «Записки рядового підпільника», «Товариш Інокентій», «Сторінки з революційного минулого (1903—08)».
Нагороджена орденом Леніна.